# Паперові оси

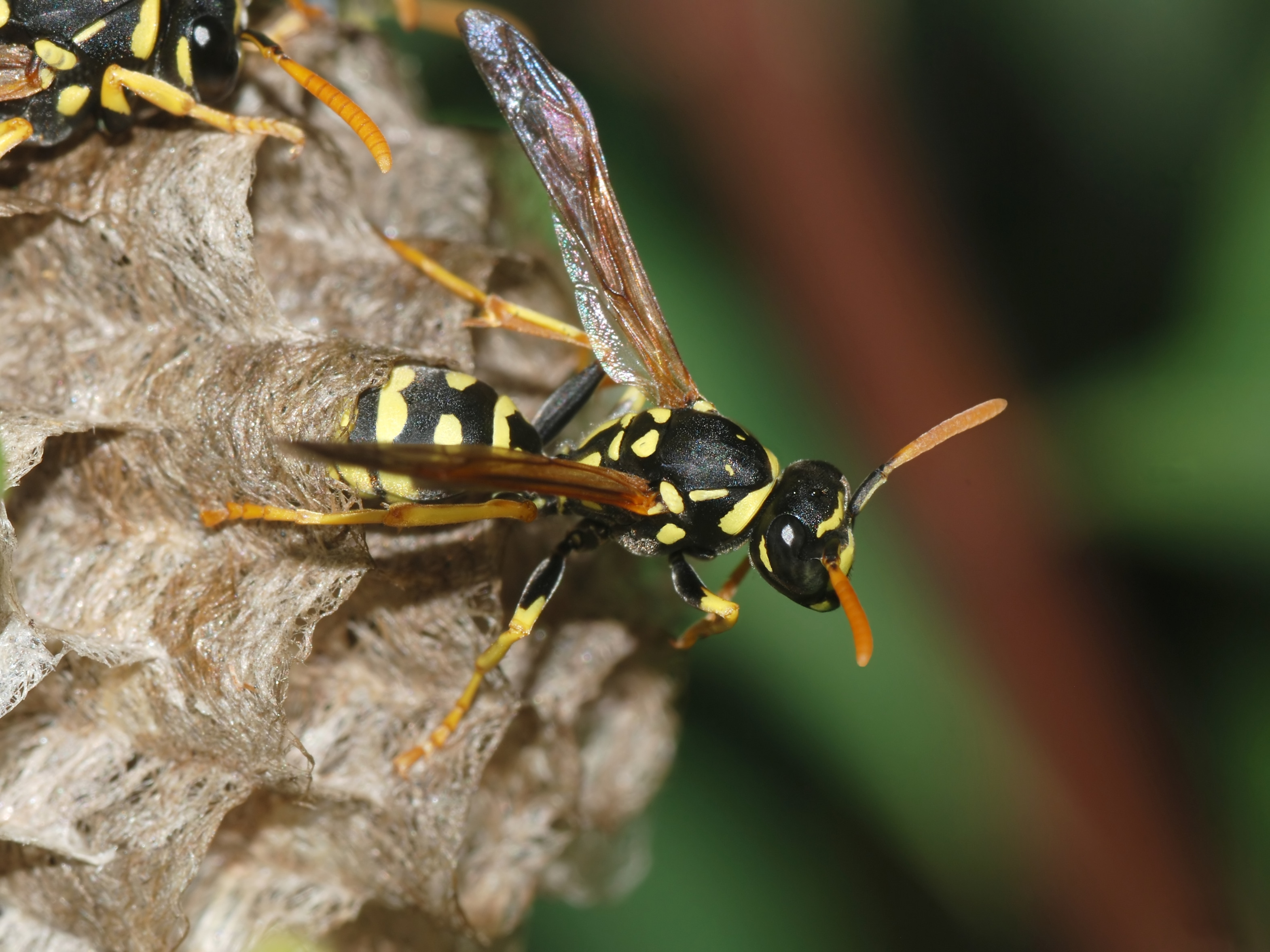
Молода самиця оси паперової (Polistes gallicus)

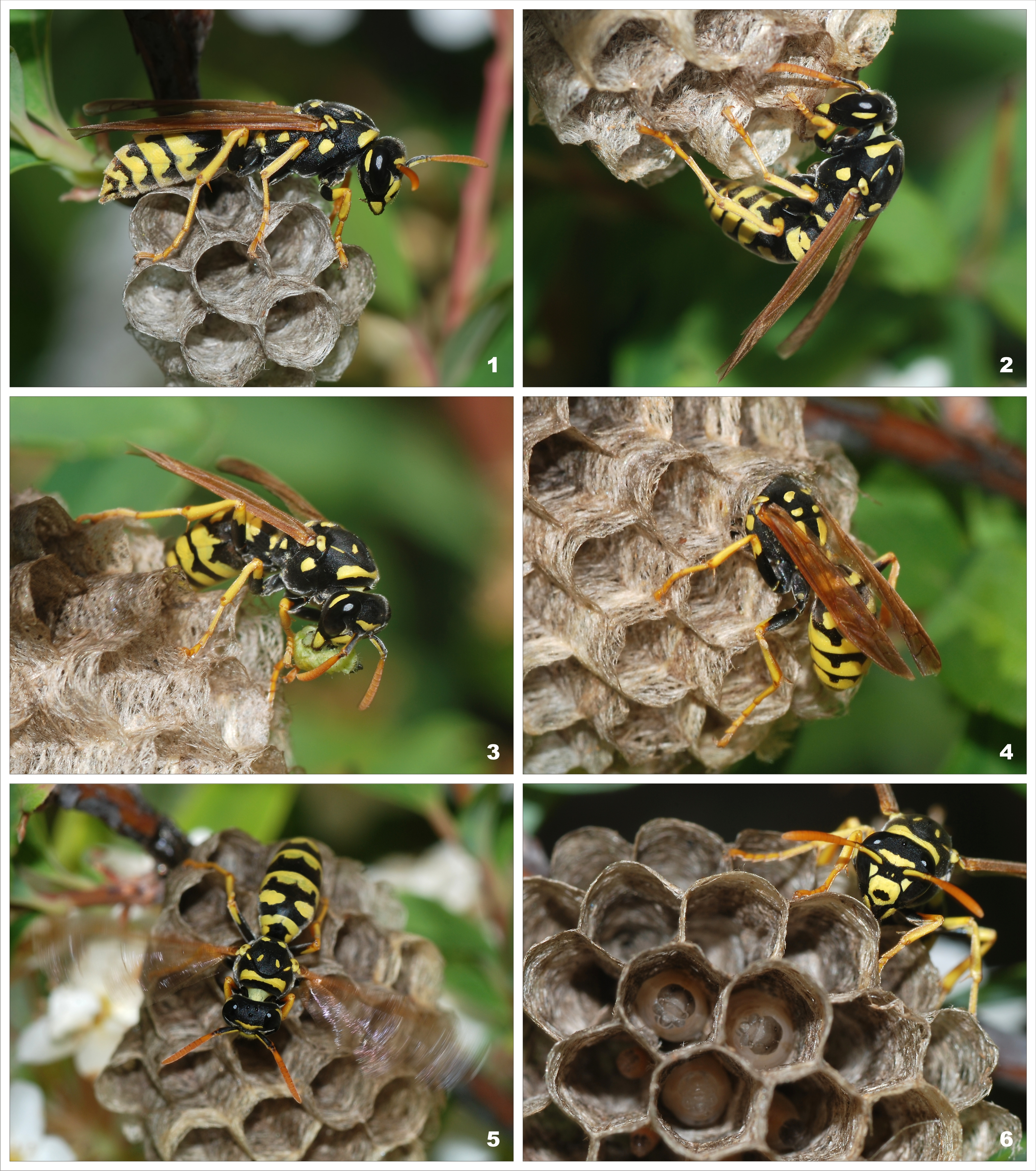
Молода королева паперових ос (Polistes dominula) починає нову колонію

Паперові оси  — група підродин з родини справжніх ос, які використовують для будівництва своїх гнізд папір, який роблять самі, пережовуючи і змочуючи клейкою слиною волокна деревини. Включає три підродини з п'яти, що відносяться до родини справжніх ос (лат. Vespidae): стеногастріни, полістіни і веспіни, куди входять і шершні. Паперовими осами також називають рід Polistes.

## Загальна характеристика
Усього налічується трохи більше 1000 видів паперових ос. Веспіди поширені по всьому світу, найбільше ж їх різноманітність представлена в Південно-Східній Азії та Південній Америці.
Інша їх назва —суспільні оси, тому що всі вони живуть колоніями, що налічують від декількох десятків до декількох сотень і навіть тисяч ос. Влітку колонія складається з матки, що відкладає яйця, і робітників-ос, що виконують основні функції із забезпечення життєдіяльності гнізда — видобуток корму для личинок, захист колонії від ворогів.
Дорослі оси годуються нектаром квітів, виділеннями попелиць, соком фруктів. Личинок вигодовують комахами — мухами, мурахами, бджолами, гусеницями.

## Будівництво гнізд
Матеріал для будівництва гнізд оси видобувають переважно зі старих дерев, пеньків і деревоматеріалів, через що гнізда, переважно, мають сірий колір. Оси, задкуючи, відшкрібають щелепами частинки волокон деревини. На місце вишкрібання оса попередньо випускає крапельку слини, що розм'якшує деревину. Зібравши грудочку деревних волокон, оса переносить його до місця будівництва гнізда. Тут грудочка повторно пережовується осою і рясно змочується слиною. Далі оса сідає на край комірки гнізда і притиснувши грудочку до стінки гнізда, задкуючи розкочує його в смужку. Потім взявши смужку краями щелеп, починає розтягувати її в довжину. Надалі такі смужки прикріплюються одна до іншої, формуючи паперову стінку.
Спорудження гнізда відбувається в кілька етапів. Навесні самиця на обраній нею основі споруджує т. з. стеблинку, на кінці якої робить дві комірки. Біля основи стеблинки споруджується, поступово розширюється і поглиблюється, формою нагадуючи спершу чашу, а пізніше сферу, зовнішня оболонка. У сферичній оболонці залишається вхідний отвір для оси. Навколо першої сферичної оболонки будується друга більшого розміру. Таким чином відбувається збільшення розмірів гнізда. Далі біля перших двох комірок самиця споруджує інші, утворюючи стільники. При збільшенні числа стільників самиця прибирає внутрішню захисну оболонку. Чим більше розростається гніздо, тим більше старих захисних оболонок та комірок всередині нього знищується. Стільники всередині гнізда розташовуються горизонтально і зайняті комірками тільки на одній нижній стороні. Далі зі збільшенням розмірів гнізда, збільшується і число його «поверхів». Часом до кінця літнього сезону в старих гніздах можуть знаходитися до десятка «поверхів». Паперові оси можуть споруджувати «багатоповерхові» стільники, оточуючи їх оболонкою, що захищає потомство від впливу коливань температури і вологості. Оболонка гнізда дозволяє підтримувати усередині гнізда фактично постійну температуру близько 30 °C.
Головна роль у спорудженні гнізда все ж належить робочим особинам.

## Цикл розвитку
Спочатку спорудою гнізда і вигодовуванням личинок займається виключно самиця, яка заснувала колонію. Спершу личинки живляться секретом, що виділяється зобною залозою самиці, пізніше — комахами. З перших личинок розвиваються робочі особини, що відрізняються меншими розмірами.
Робочі особини добудовують гніздо, а також здійснюють годування нових личинок і самиці. Спійманих і пережованих комах робочі оси несуть в гніздо і годують ними личинок і самицю. Личинки ж у відповідь на годування відригують крапельки рідини, що злизують оси. Цей механізм забезпечує розвиток у ос трофаллаксису обміну їжею всередині особин однієї колонії.
Поліетизм у паперових ос виражений слабо. Робочі особини виконують у гнізді різні функції. Якщо ж прибрати самицю, то вони починають відкладати яйця замість неї.
За один сезон чисельність ос одного гнізда значно збільшується — від кількох десятків до кількох сотень особин. Більшість з них не переживають зиму.
Ближче до осені (у помірних широтах — у серпні) зі спеціальних великих комірок з'являються самці і самиці. Перший час вони знаходяться в гнізді. Зміцнівши, вони вилітають з гнізда і паруються. Самці незабаром гинуть, а самиці перезимовують і навесні засновують нові колонії. Восени, перед холодами, робочі особини перестають вигодовувати і знищують личинок і лялечок, що лишилися. Робочі особини не перезимовують і гинуть.
У деяких тропічних видів ос можуть бути багаторічні колонії.

## Паразитизм і паперові оси
У гніздах суспільних ос часом паразитує цілий ряд комах: їздці, оси-німкені, оси-блищанки, мухи-дзюрчалки. Всі вони паразитують на личинках і лялечках.
Часом зустрічаються личинки жуків-шкіроїдів і справжніх мух, які харчуються залишками їжі, шкурками і трупами личинок і дорослими особинами.
Серед паперових ос також існують види, які не будують гнізд і самі паразитують у гніздах інших видів.